# Lijst van Stolpersteine in Rijswijk

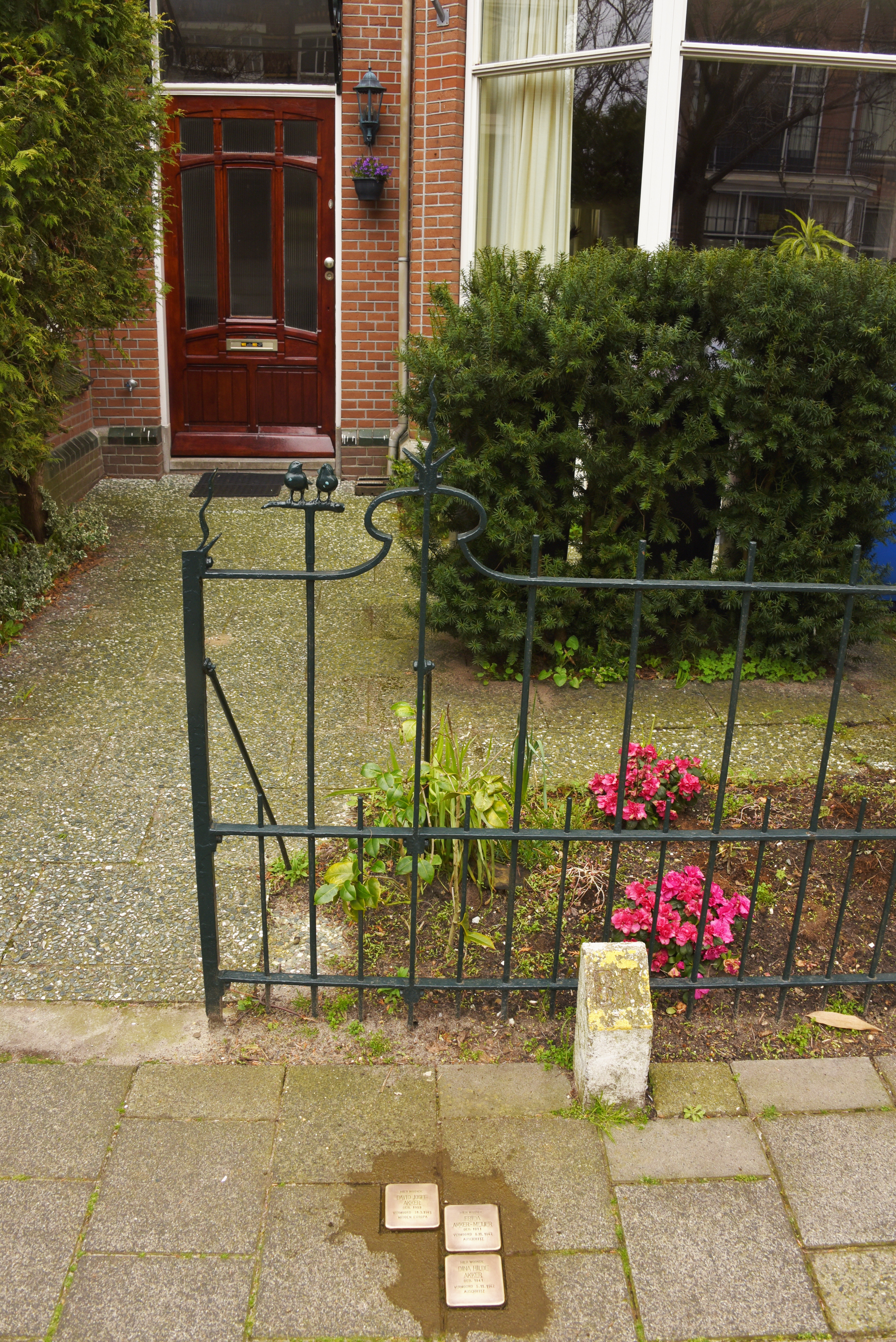
Stolpersteine voor familie Akker op Prins Hendriklaan 9

De lijst van Stolpersteine in Rijswijk geeft een overzicht van de gedenkstenen die in de gemeente Rijswijk in de Nederlandse provincie Zuid-Holland zijn geplaatst in het kader van het Stolpersteine-project van de Duitse beeldhouwer-kunstenaar Gunter Demnig.
Stolpersteine zijn opgedragen aan slachtoffers van het nationaalsocialisme, al diegenen die zijn vervolgd, gedeporteerd, vermoord, gedwongen te emigreren of tot zelfmoord gedreven door het nazi-regime. Demnig legt voor elk slachtoffer een aparte steen, meestal voor de laatste zelfgekozen woning.
Omdat het Stolpersteine-project doorloopt, kan deze lijst onvolledig zijn.

## Stolpersteine
In Rijswijk liggen vijfendertig Stolpersteine op vijftien adressen.

### Rijswijk
| Afbeelding | Inscriptie | Adres                | Herdachte persoon                                                                            |
| ---------- | --- | -------------------- | -------------------------------------------------------------------------------------------- |
|            | HIER WOONDE DAVID JOSEF AKKER GEB. 1903 VERMOORD 31.3.1943 MIDDEN EUROPA | Prins Hendriklaan 9  | David Josef Akker (1903-1943)                                                                |
|            | HIER WOONDE DINA HILDE AKKER GEB. 1941 VERMOORD 5.11.1942 AUSCHWITZ | Prins Hendriklaan 9  | Dina Hilde Akker (1941-1942)                                                                 |
|            | HIER WOONDE FRIDA AKKER-MEIJER GEB. 1911 VERMOORD 5.11.1942 AUSCHWITZ | Prins Hendriklaan 9  | Frida Akker-Meijer (1911-1942)                                                               |
|            | HIER WOONDE NOL BREEBAART GEB. 1923 GEARRESTEERD 12-12-1944 GEÏNTERNEERD NEUENGAMME OMGEKOMEN 3-5-1945 NEUSTÄDTER BUCHT                                                                      | Oranjelaan 47        | Nol Breebaart (1923-1945)                                                                    |
|            | HIER WOONDE PIET BREEBAART GEB. 1918 GEARRESTEERD 12-12-1944 GEÏNTERNEERD NEUENGAMME OMGEKOMEN 26-5-1945 ROTENBURG                                                                           | Oranjelaan 47        | Piet Breebaart (1918-1945)                                                                   |
|            | HIER WOONDE PIM BREEBAART GEB. 1921 GEARRESTEERD 12-12-1944 GEÏNTERNEERD NEUENGAMME OMGEKOMEN 15-4-1945 ÜLZEN                                                                                | Oranjelaan 47        | Pim Breebaart (1921-1945)                                                                    |
|            | HIER WOONDE JETJE FRANKENHUIS-MAAS GEB. 1878 GEÏNTERNEERD 24-10-1942 GEDEPORTEERD 25-10-1942 UIT WESTERBORK VERMOORD 29-10-1942 AUSCHWITZ                                                    | Penninglaan 52       | Jetje Frankenhuis-Maas (1878-1942)                                                           |
|            | HIER WOONDE DAVID GARNADE GEB. 1877 VERMOORD 5-11-1942 AUSCHWITZ | Haagweg 140          | David Garnade (1877-1942)                                                                    |
|            | HIER WOONDE ELISABETH GARNADE-VAN PRAAGH GEB. 1879 VERMOORD 25-11-1942 AUSCHWITZ | Haagweg 140          | Elisabeth Garnade-van Praagh (1879-1942)                                                     |
|            | HIER WOONDE HERMAN GOUDSMID GEB. 1923 ONDERGEDOKEN 29-10-1942 DEN HAAG OVERLEEFD | Regentesselaan 20    | Herman Goudsmid (1923-2004)                                                                  |
|            | HIER WOONDE REBEKKA 'BEPPIE' GOUDSMID GEB. 1919 ONDERGEDOKEN 29-10-1942 DEN HAAG E.O. GEARRESTEERD GEÏNTERNEERD 20-7-1944 GEDEPORTEERD 3-9-1944 UIT WESTERBORK VERMOORD 31-10-1944 AUSCHWITZ | Regentesselaan 20    | Rebekka Goudsmid (1919-1944)                                                                 |
|            | HIER WOONDE SIMON GOUDSMID GEB. 1889 GEÏNTERNEERD 30-10-1942 GEDEPORTEERD 2-11-1942 UIT WESTERBORK VERMOORD 28-2-1943 AUSCHWITZ                                                              | Regentesselaan 20    | Simon Goudsmid (1889-1943)                                                                   |
|            | HIER WOONDE ALIDA 'IDA' GOUDSMID-SIMONS GEB. 1888 GEÏNTERNEERD 30-10-1942 GEDEPORTEERD 2-11-1942 UIT WESTERBORK VERMOORD 5-11-1942 AUSCHWITZ                                                 | Regentesselaan 20    | Alida Goudsmid-Simons (1888-1942)                                                            |
|            | HIER WOONDE ALBERT KLEIJN GEB. 1920 GEDEPORTEERD UIT AMERSFOORT OVERLEDEN 5-5-1945 LUDWIGSLUST                                                                                               | Oranjelaan 47        | Albert Kleijn (1920-1945)                                                                    |
|            | HIER WOONDE ELEAZAR VAN DER KLOOT GEB. 1883 GEARRESTEERD 12-8-1943 GEÏNTERNEERD VUGHT GEDEPORTEERD 1943 UIT WESTERBORK VERMOORD JAN-1944 AUSCHWITZ                                           | Mauritslaan 29       | Eleazar van der Kloot (1903-1943)                                                            |
|            | HIER WOONDE SALOMON KOEKOEK GEB. 1912 VERMOORD 31.3.1944 AUSCHWITZ | Vondellaan 5         | Salomon Koekoek (1912-1944)                                                                  |
|            | HIER WOONDE HELENA KOEKOEK- AKKER GEB. 1905 VERMOORD 3.9.1943 AUSCHWITZ | Vondellaan 5         | Helena Koekoek-Akker (1905-1943)                                                             |
|            | HIER WOONDE ABRAHAM JACOB KOOPERBERG GEB. 1896 GEÏNTERNEERD 4-10-1942 GEDEPORTEERD 16-10-1942 UIT WESTERBORK VERMOORD 30-4-1944 WIESAU                                                       | Oranjelaan 76        | Abraham Jacob Kooperberg (1896-1944)                                                         |
|            | HIER WOONDE BETHRINA KOOPERBERG GEB. 1931 GEÏNTERNEERD 4-10-1942 GEDEPORTEERD 16-10-1942 UIT WESTERBORK VERMOORD 19-10-1942 AUSCHWITZ-BIRKENAU                                               | Oranjelaan 76        | Bethrina Kooperberg (1931-1942)                                                              |
|            | HIER WOONDE THEO KOOPERBERG GEB. 1930 GEÏNTERNEERD 4-10-1942 GEDEPORTEERD 16-10-1942 UIT WESTERBORK VERMOORD 19-10-1942 AUSCHWITZ-BIRKENAU                                                   | Oranjelaan 76        | Theo Kooperberg (1930-1942)                                                                  |
|            | HIER WOONDE ELSE KOOPERBERG-SINN GEB. 1904 GEÏNTERNEERD 4-10-1942 GEDEPORTEERD 16-10-1942 UIT WESTERBORK VERMOORD 19-10-1942 AUSCHWITZ-BIRKENAU                                              | Oranjelaan 76        | Else Kooperberg-Sinn (1904-1942)                                                             |
|            | HIER WOONDE JOHANNES WILHELMUS VAN DER KRAAN GEB. 1923 GEDEPORTEERD 8-9-1944 UIT AMERSFOORT NEUENGAMME BEZWEKEN 9-6-1945 BREMEN                                                              | Willem Marisstraat 9 | Johannes Wilhelmus van der Kraan (1923-1945)                                                 |
|            | HIER WOONDE DEBORAH CAROLA MESSCHER GEB. 1939 GEDEPORTEERD 3-3-1944 UIT WESTERBORK VERMOORD 6-3-1944 AUSCHWITZ                                                                               | Sparrelaan 17        | Deborah Carola Messcher (1939-1944)                                                          |
|            | HIER WOONDE ISAÄK MESSCHER GEB. 1910 GEDEPORTEERD 3-3-1944 UIT WESTERBORK VERMOORD 31-7-1944 AUSCHWITZ                                                                                       | Sparrelaan 17        | Izaäk Messcher (1910-1944)                                                                   |
|            | HIER WOONDE SARA MESSCHER-SWAAN GEB. 1910 GEDEPORTEERD 3-3-1944 UIT WESTERBORK VERMOORD 6-3-1944 AUSCHWITZ                                                                                   | Sparrelaan 17        | Sara Messcher-Swaan (1910-1944)                                                              |
|            | HIER WOONDE HANS POLAK GEB. 1916 GEARRESTEERD 22-4-1944 GEÏNTERNEERD SCHEVENINGEN / VUGHT GEDEPORTEERD 1944 UIT WESTERBORK AUSCHWITZ VERMOORD 20-2-1945 DACHAU                               | Cromvlietkade 58     | Hans Polak (1916-1945)                                                                       |
|            | HIER WOONDE ANNA SARA POLAK-KUPFERSCHMIDT GEB. 1914 GEARRESTEERD 22-4-1944 GEÏNTERNEERD SCHEVENINGEN GEDEPORTEERD 1944 UIT WESTERBORK AUSCHWITZ NEUSTADT-GLEWE BEVRIJD                       | Cromvlietkade 58     | Anna Sara Polak-Kupferschmidt (1914-2001)                                                    |
|            | HIER WOONDE KAATJE VAN PRAAGH GEB. 1896 GEÏNTERNEERD 29-10-1942 GEDEPORTEERD 2-11-1942 UIT WESTERBORK VERMOORD 5-11-1942 AUSCHWITZ                                                           | Regentesselaan 40    | Kaatje van Praagh (1896-1942)                                                                |
|            | HIER WOONDE LEVIE VAN PRAAGH GEB. 1859 GEÏNTERNEERD 29-10-1942 GEDEPORTEERD 2-11-1942 UIT WESTERBORK VERMOORD 5-11-1942 AUSCHWITZ                                                            | Regentesselaan 40    | Levie van Praagh (1859-1942)                                                                 |
|            | HIER WOONDE NICOLAAS 'NICO' HENDRIK VAN DER SCHAFT GEB. 1922 VERZETSSTRIJDER GEARRESTEERD GEÏNTERNEERD 'ORANJEHOTEL' SCHEVENINGEN GEFUSILLEERD 8-3-1945 WAALSDORPERVLAKTE                    | Da Costalaan 53      | Nicolaas Hendrik van der Schaft (1903-1943) Zie ook Lijst van gefusilleerde verzetsstrijders |
|            | HIER WOONDE SALOMON VILBACH GEB. 1864 GEDEPORTEERD 1943 UIT WESTERBORK VERMOORD 16.4.1943 SOBIBOR                                                                                            | Jaagpad 57           | Salomon Vilbach (1864-1943)                                                                  |
|            | HIER WOONDE FREDERIKA VILBACH -AARDEWERK GEB. 1864 GEDEPORTEERD 1943 UIT WESTERBORK VERMOORD 16.4.1943 SOBIBOR                                                                               | Jaagpad 57           | Frederika Vilbach-Aardewerk (1864-1943)                                                      |
|            | HIER WOONDE ANNA VILBACH- BLOM GEB. 1903 GEDEPORTEERD 1944 UIT WESTERBORK VERMOORD 1944 AUSCHWITZ                                                                                            | Jaagpad 57           | Anna Vilbach-Blom (1903-1944)                                                                |
|            | HIER WOONDE GABRIËL WAISVISZ GEB. 1863 GEDEPORTEERD 1943 VERMOORD 9.4.1943 SOBIBOR | Mauritslaan 15       | Gabriël Waisvisz (1863-1943)                                                                 |
|            | HIER WOONDE LIENTJE WAISVISZ- VAN ENGERS GEB. 1865 GEDEPORTEERD 1943 VERMOORD 9.4.1943 SOBIBOR                                                                                               | Mauritslaan 15       | Lientje Waisvisz-van Engers (1865-1943)                                                      |

## Data van plaatsingen

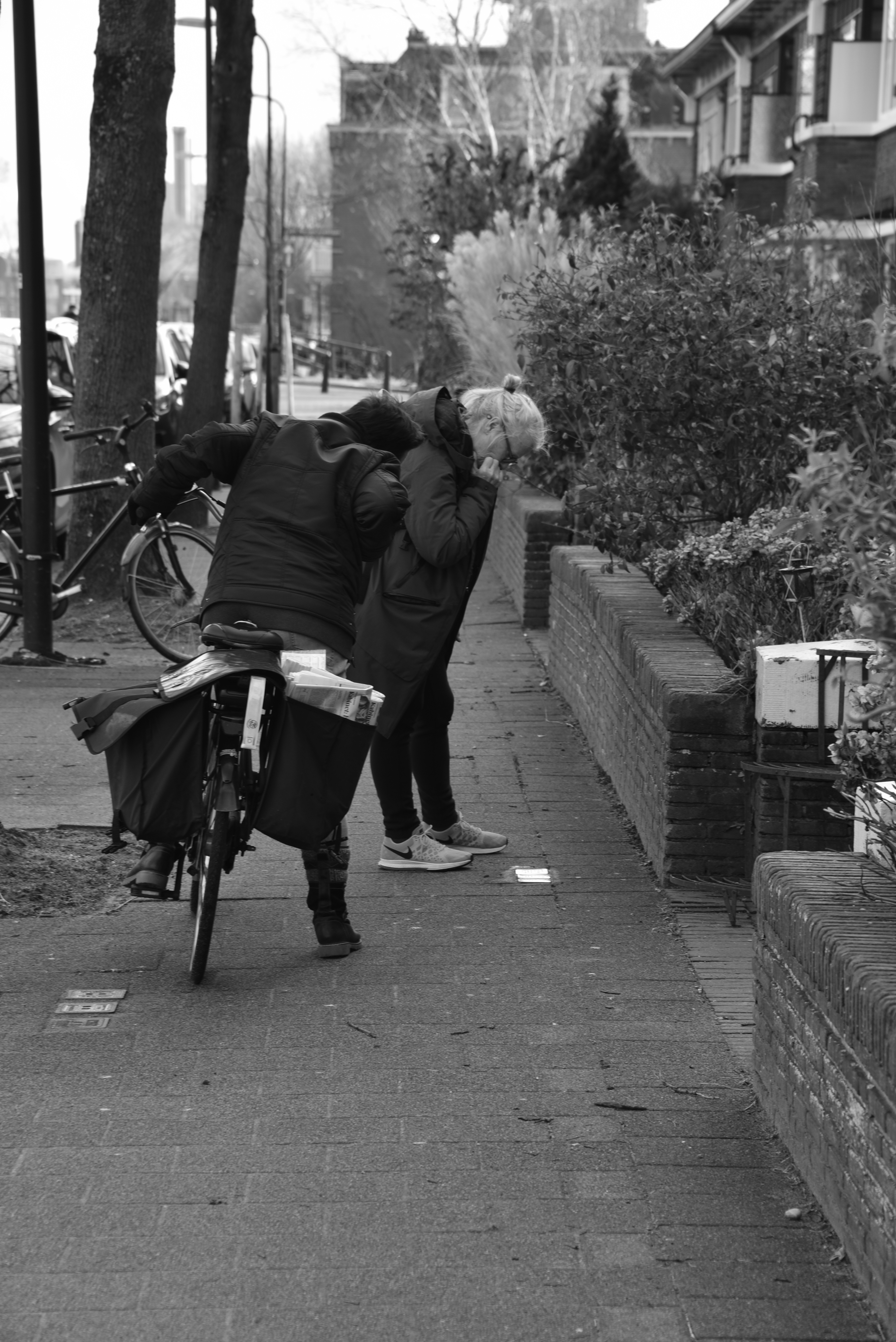
Stolpersteine in Rijswijk

- 22 februari 2015: vijf Stolpersteine op Prins Hendriklaan 9, Vondellaan 5
- 22 oktober 2015: twee Stolpersteine op Mauritslaan 15
- 21 mei 2017: drie Stolpersteine op Jaagpad 57
- 25 november 2021: vier Stolpersteine op Cromvlietkade 58, Mauritslaan 29, Penninglaan 52
- 24 april 2022: twee Stolpersteine op Haagweg 140
- 15 september 2023: een Stolperstein op Da Costalaan 53
- 12 oktober 2023: vier Stolpersteine op Oranjelaan 76
- 29 oktober 2023: vier Stolpersteine op Regentesselaan 20
- 11 april 2024: vier Stolpersteine op Oranjelaan 47
- 4 maart 2025: een Stolperstein op Willem Marisstraat 9
- 3 mei 2025: twee Stolpersteine op Regentesselaan 40
- 16 mei 2025: drie Stolpersteine op Sparrelaan 18